# De Piste (tijdschrift)
De Piste is een Nederlands cultuurblad dat maandelijks aandacht schenkt aan alle aspecten van het circus.
Het blad bevat achtergrondverhalen, interviews en recensies met foto's in kleur en zwart-wit. De Piste verdiept zich in het moderne circus en schenkt tegelijk aandacht aan de rijke historie ervan. De Piste verschijnt sinds 1949 en is daarmee een van de oudste circusbladen in de wereld.